# WWF WrestleMania (jogo eletrônico)
WWF Wrestlemania foi o primeiro jogo NES licenciado da WWF. Foi publicado pela Acclaim Entertainment, que teria uma longa parceria com a WWF, durando aproximadamente 12 anos. Como é logico de se pensar, o jogo não tinha um gráfico fantástico, muito longe disso. Mas para a época, era algo legal e que poderia até passar o tempo. 

## Sobre o jogo
O jogo em si é bem simples, com poucos golpes para os lutadores. Na verdade, todos os lutadores têm os golpes básicos de uma luta. Socos, chutes, headbutts, e alguns personagens tinham golpes diferentes. Como por exemplo, golpes no Turnbuckle não podiam ser usados por André The Giant e Bam Bam Bigelow. Já o Body Slam não pode ser executado por Honky Tonk Man e também por Bigelow. Falando em Body Slam, Hulk Hogan é o único que consegue aplicar o golpe em André the Giant. Alguns golpes também eram adaptados para alguns personagens, como por exemplo, Randy Savage tinha o “elbow smashes”. Os lutadores não podiam sair do ringue, ficando apenas no ringue para executarem os golpes. 
Um fato legal no jogo é que quando um lutador está apanhando bastante, ele começa a ficar vermelho o que indica “raiva”. Um lutador nesse estado pode causar mais danos do que um personagem sem esse fator. Também durante as lutas, podem aparecer ícones para você restaurar um pouco de sua vida. Para cada lutador, um ícone. Os ícones são específicos para cada lutador, Honky Tonk Man tem o ícone parecido com uma guitarra, já Hulk Hogan tem o ícone parecido com um crucifixo. 

## Lutadores
- "The Million Dollar Man" Ted DiBiase
- Bam Bam Bigelow
- Honky Tonk Man
- "Macho Man" Randy Savage
- Andre the Giant
- Hulk Hogan

## Modos de luta
Singles Exhibition Match – Um jogador contra o computador, ou dois jogadores podem jogar entre si. 
Tournament – Existem dois tipos para se disputar o torneio. No primeiro com apenas um jogador, você escolhe um para derrotar os outros cinco para conquistar o campeonato. 
No outro modo, você pode jogar com dois ou mais jogadores (até seis podem jogar), cada lutador enfrenta o outro (em um total de quinze lutas). No final do torneio, o lutador com melhor aproveitamento conquista o campeonato. No caso de empate, ganhará o lutador que está no empate que teve a vitória mais rápida, assim sendo, será declarado o ganhador do torneio. 